# Hutka
Pour l’article homonyme, voir Hutka (Silésie).
Hutka est un village de Slovaquie situé dans la région de Prešov.

## Histoire
Première mention écrite du village en 1618.

## Démographie

### Évolution de la population
| Année:               | 1994. | 2004.    | 2014.   | 2024.    |
| -------------------- | ----- | -------- | ------- | -------- |
| Nombre de personnes: | 99    | 89       | 88      | 97       |
| Différence:          |       | -10,10 % | -1,12 % | +10,22 % |

| Année:               | 2023. | 2024.   |
| -------------------- | ----- | ------- |
| Nombre de personnes: | 96    | 97      |
| Différence:          |       | +1,04 % |